# Contea di Austin
La contea di Austin (in inglese Austin County) è una contea dello Stato del Texas, negli Stati Uniti. La popolazione al censimento del 2010 era di 28 417 abitanti. Il capoluogo di contea è Bellville. Il nome della contea deriva da Stephen Fuller Austin, patriota statunitense. Conosciuto come il "Padre del Texas", condusse la seconda e ultima colonizzazione di tale regione degli Stati Uniti d'America. La città di Austin, capitale del Texas, è a lui dedicata.
Austin County non deve essere confuso con la città di Austin, capitale dello stato del Texas e capoluogo della Contea di Travis.

## Geografia fisica

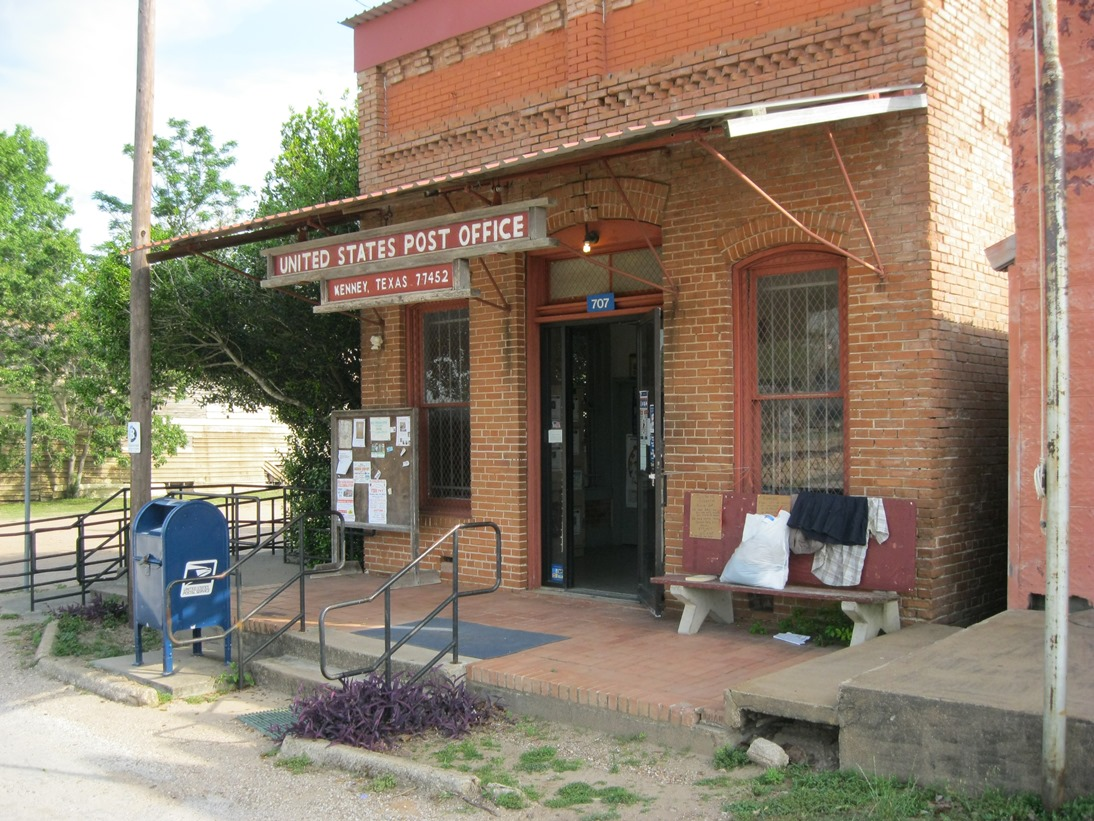
Ufficio postale di Kenney

Secondo l'Ufficio del censimento degli Stati Uniti d'America la contea ha un'area totale di 656 miglia quadrate (1700 km²), di cui 647 miglia quadrate (1680 km²) sono terra ferma, mentre 9.9 miglia quadrate (26 km², ovvero l'11,5% dell'intero territorio) sono costituite dall'acqua.

### Contee adiacenti
Washington County (nord)
Waller County (est)
Fort Bend County (sud-est)
Wharton County (sud)
Colorado County (ovest)
Fayette County (nord-ovest)
| Anno       | Popolazione | ±%     |
| ---------- | ----------- | ------ |
| 1850       | 3,841       | Note:  |
| 1860       | 10,139      | 164.0% |
| 1870       | 15,087      | 48.8%  |
| 1880       | 14,429      | −4.4%  |
| 1890       | 17,859      | 23.8%  |
| 1900       | 20,676      | 15.8%  |
| 1910       | 17,699      | −14.4% |
| 1920       | 18,874      | 6.6%   |
| 1930       | 18,860      | −0.1%  |
| 1940       | 17,384      | −7.8%  |
| 1950       | 14,663      | −15.7% |
| 1960       | 13,777      | −6.0%  |
| 1970       | 13,831      | 0.4%   |
| 1980       | 17,726      | 28.2%  |
| 1990       | 19,832      | 11.9%  |
| 2000       | 23,590      | 18.9%  |
| 2010       | 28,417      | 20.5%  |
| Stima 2015 | 29,563      | 4.0%   |

## Società

### Evoluzione demografica
Secondo il censimento del 2000, c'erano 23 590 persone, 8,747 nuclei familiari e 6,481 famiglie residenti nella città. La densità di popolazione era di 36 persone per miglio quadrato (14/km²). C'erano 10,205 unità abitative a una densità media di 16 per miglio quadrato (6/km²). La composizione etnica della città era formata dall'80.22% di bianchi, il 10.64% di afroamericani, lo 0.28% di nativi americani, lo 0.29% di asiatici, il 6.99% di altre razze, e l'1.58% di due o più etnie. Ispanici o latinos di qualunque razza erano il 16.13% della popolazione.
C'erano 8,747 nuclei familiari di cui il 34.70% aveva figli di età inferiore ai 18 anni, il 60.60% erano coppie sposate conviventi, il 9.60% aveva un capofamiglia femmina senza marito, e il 25.90% erano non-famiglie. Il 22.80% di tutti i nuclei familiari erano individuali e l'11.50% aveva componenti con un'età di 65 anni o più che vivevano da soli. Il numero di componenti medio di un nucleo familiare era di 2.67 e quello di una famiglia era di 3.14.
La popolazione era composta dal 27.00% di persone sotto i 18 anni, l'8.10% di persone dai 18 ai 24 anni, il 26.40% di persone dai 25 ai 44 anni, il 23.70% di persone dai 45 ai 64 anni, e il 14.80% di persone di 65 anni o più. L'età media era di 38 anni. Per ogni 100 femmine c'erano 96.50 maschi. Per ogni 100 femmine dai 18 anni in su, c'erano 92.90 maschi.
Il reddito medio di un nucleo familiare era di 38,615 dollari, e quello di una famiglia era di 46,342 dollari. I maschi avevano un reddito medio di 32,455 dollari contro i 22,142 dollari delle femmine. Il reddito pro capite era di 18,140 dollari. Circa l'8.80% delle famiglie e il 12.10% della popolazione erano sotto la soglia di povertà, incluso il 13.70% di persone sotto i 18 anni e il 14.40% di persone di 65 anni o più.

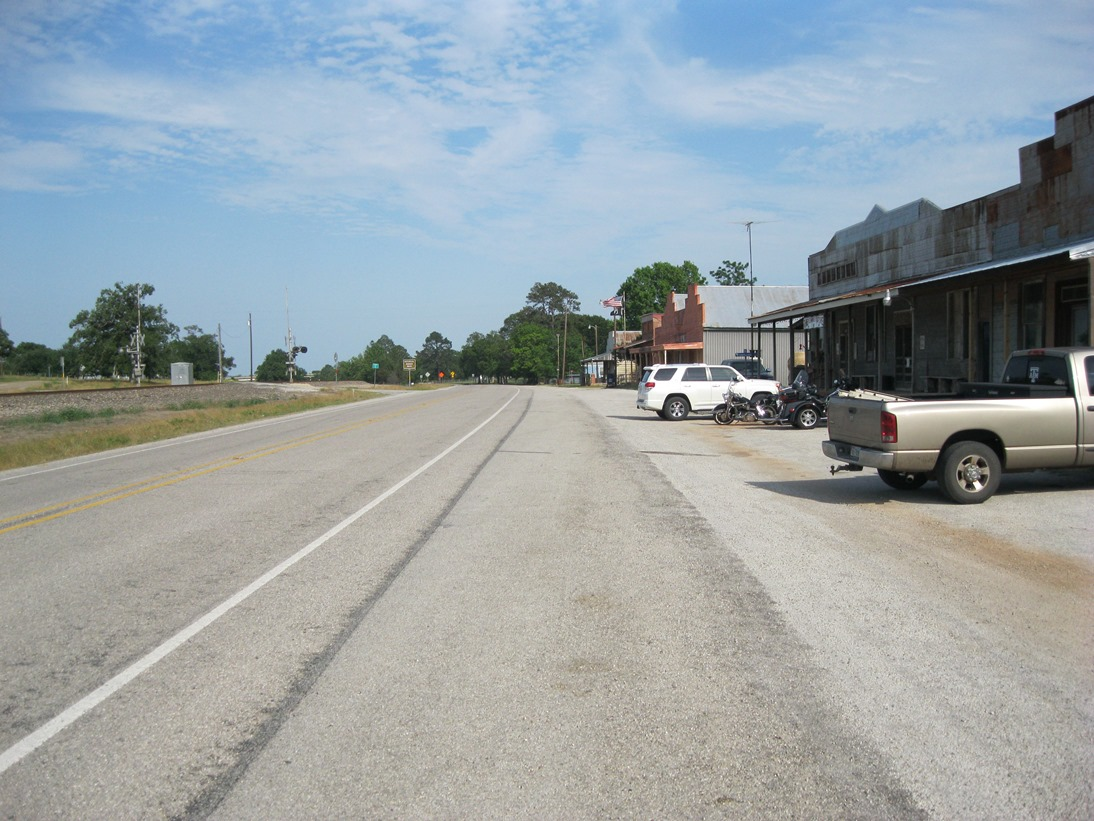
Centro di Kenney

## Politica

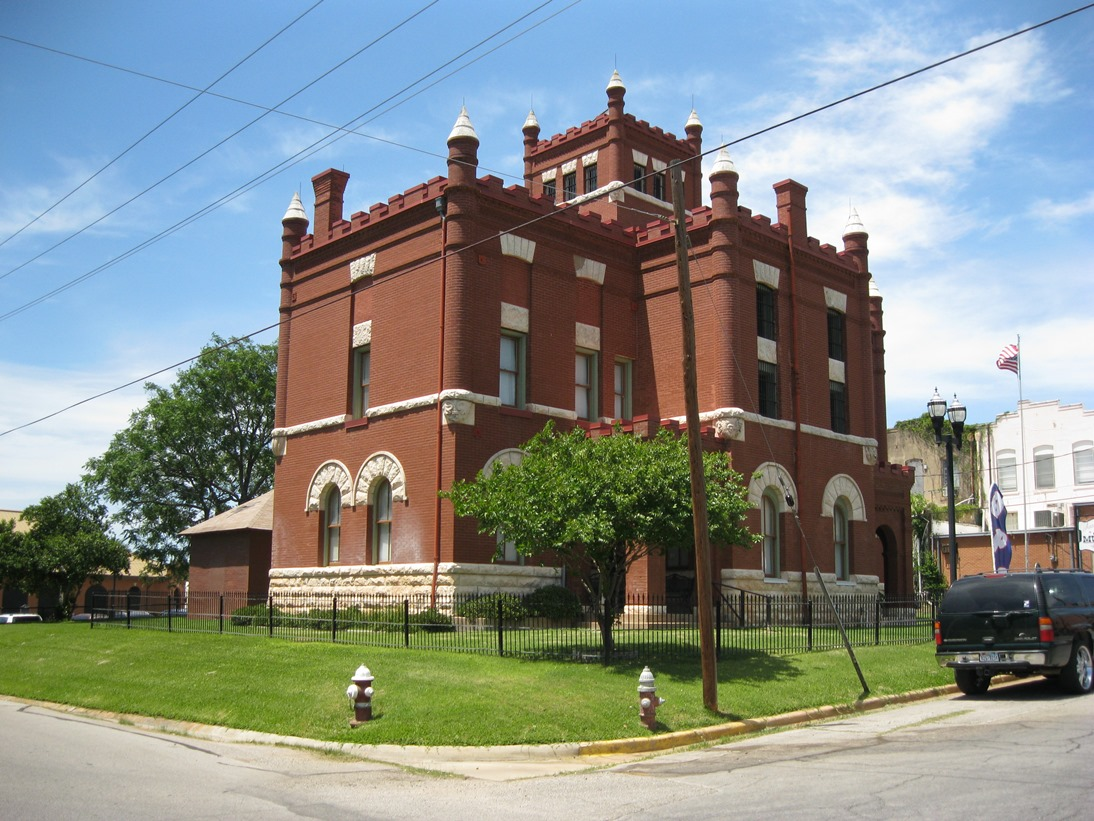
Vecchia prigione di Bellville

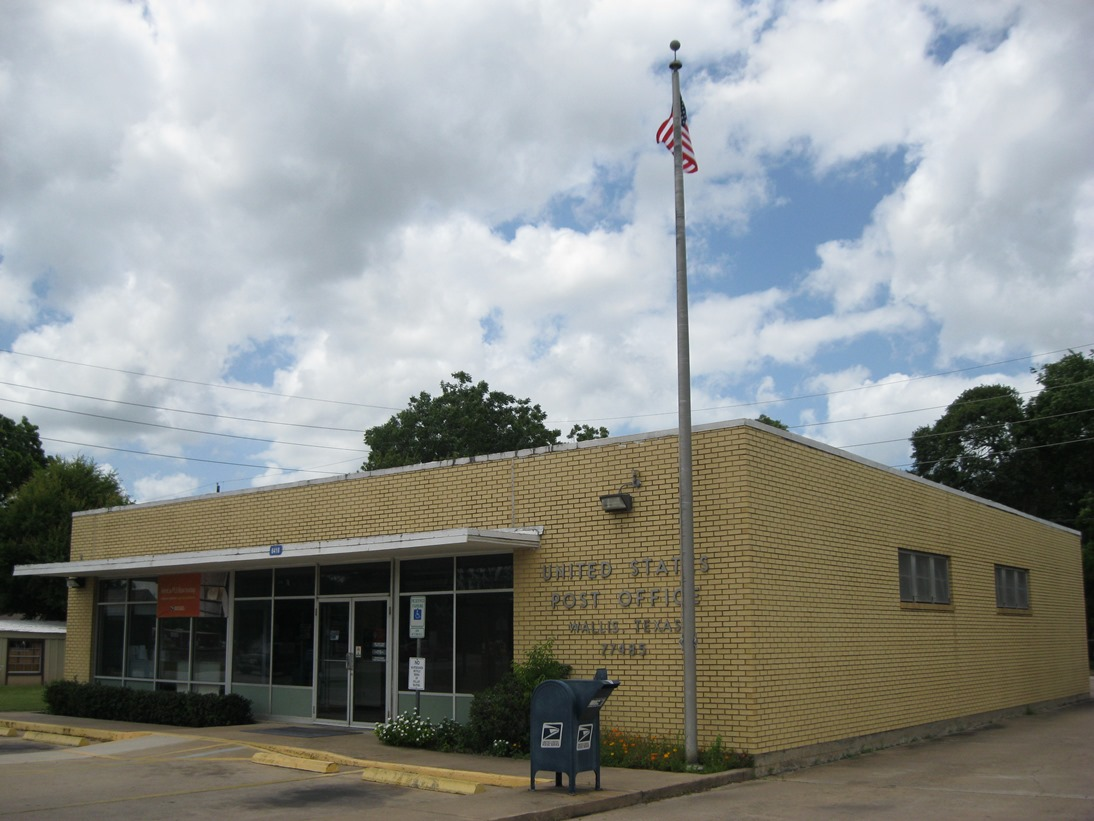
Ufficio postale di Wallis

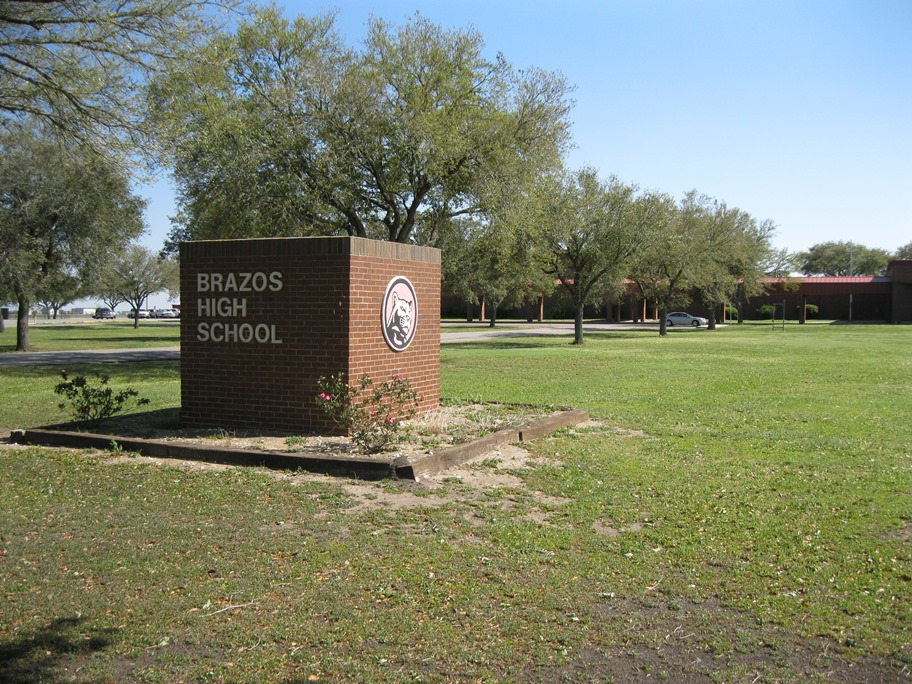
Immagine della Brazos High School

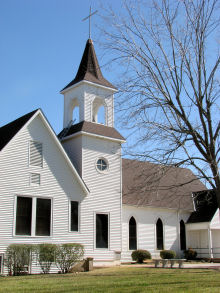
Chiesa a Nelsonville

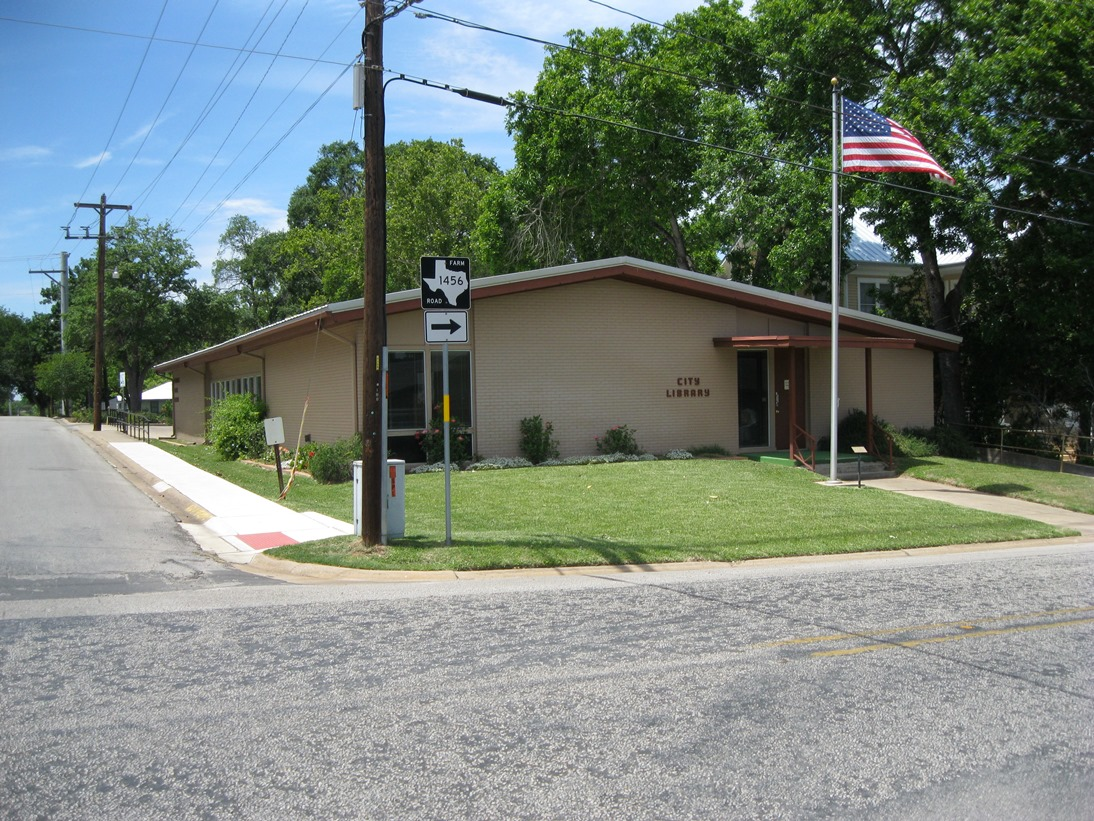
Biblioteca di Bellville

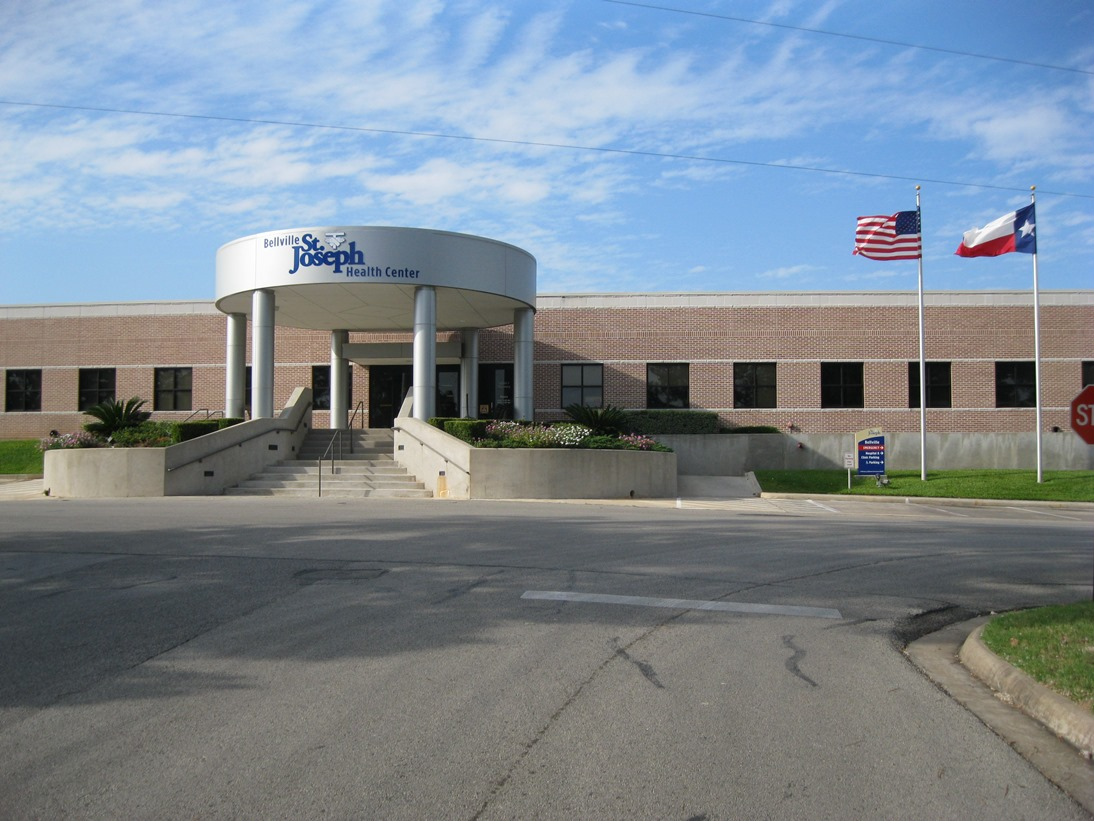
Ospedale di Bellville

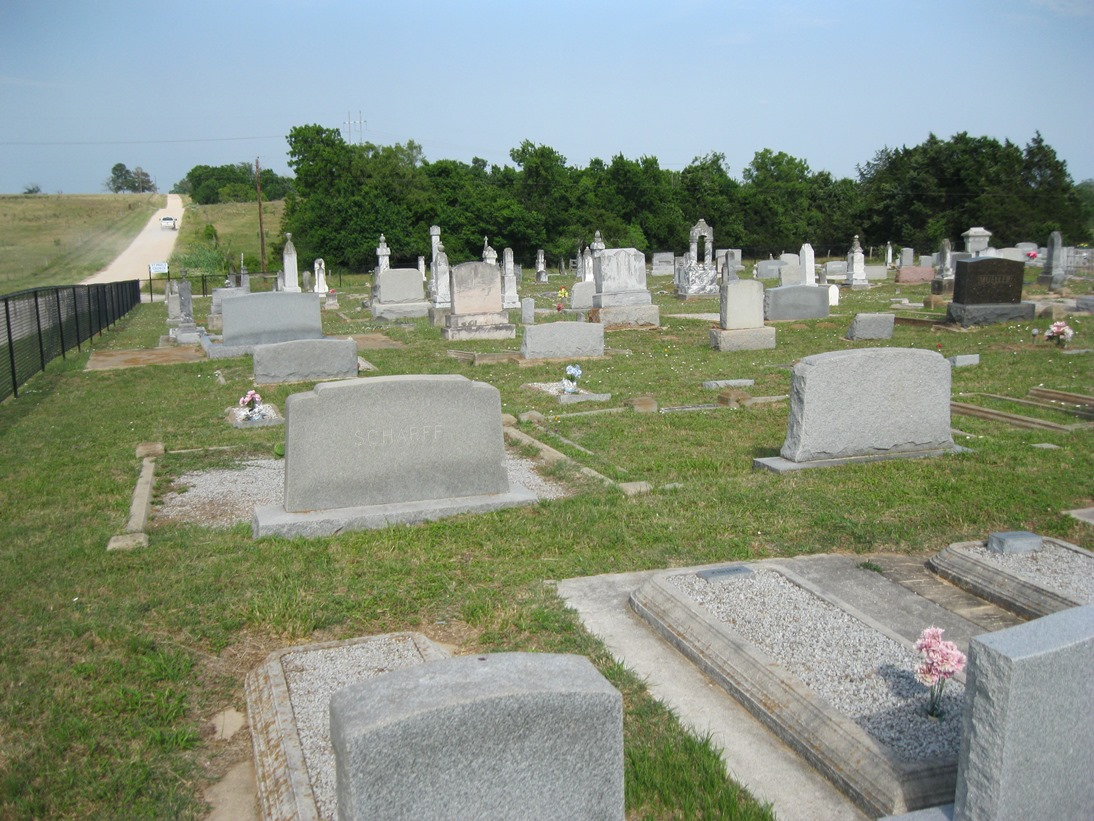
Cimitero della contea

Congresso degli Stati Uniti d'America
| Senatori       | Senatori       | Nome           | Partito      | Prima elezione | Livello                                   |
| -------------- | -------------- | -------------- | ------------ | -------------- | ----------------------------------------- |
|                | Senato         | John Cornyn    | Repubblicano | 2002           | Senatore Senior                           |
|                | Senato         | Ted Cruz       | Repubblicano | 2012           | Senatore Junior                           |
| Rappresentanti | Rappresentanti | Nome           | Partito      | Prima elezione | Area della Contea di Austin rappresentata |
|                | Distretto 10   | Michael McCaul | Repubblicano | 2004           | Intera contea                             |

Legislatura texana
- Senato del Texas

Distretto 18: Lois Kolkhorst (R) - prima elezione nel 2006.
- Camera dei rappresentanti del Texas

Distretto 13: Lois Kolkhorst (R) - prima elezione nel 2000.
 Tribunale della Contea di Austin 
Giudice della contea: Tim Lapham (R)
Assessore delle imposte: Marcus A. Peña (R) - prima elezione nel 2012.

## Cultura

### Istruzione
Nella contea sono presenti le seguenti scuole:

Bellville Independent School District
Brazos Independent School District
Brenham Independent School District
Columbus Independent School District
Sealy Independent School District

## Amministrazione
Lo sceriffo della città è Jack Brandes, il giudice Tim Lapham, il procuratore è Travis J. Koehn, il tesoriere Bryan Haevischer.

## Biblioteche
Nella contea sono presenti quattro biblioteche, ovvero la Knox Memorial County Library (Wallis, la West EndCounty Library (Industry), la Bellville Public Library (Bellville), e la Gordon Memorial Library (Sealy).

## Comunità
Cities
Bellville (capoluogo)
Brazos Country
Industry
Sealy
Wallis
Town
San Felipe
Comunità non incorporate
Bleiblerville
Cat Spring
Kenney
Nelsonville
New Ulm
Shelby
Welcome
Città fantasma
Rexville
Sempronius